# Leichtathletik-Weltmeisterschaften 2023/Teilnehmer (Serbien)
Der Leichtathletikverband von Serbien nahm an den Leichtathletik-Weltmeisterschaften 2023 mit 9 Athleten teil.
| Goldmedaillen | Silbermedaillen | Bronzemedaillen |
| ------------- | --------------- | --------------- |
| 1             | —               | —               |

## Ergebnisse

### Frauen

#### Sprung/Wurf
| Athlet            | Disziplin  | Qualifikation | Qualifikation | Finale        | Finale        |
| Athlet            | Disziplin  | Weite/Höhe    | Platz         | Weite/Höhe    | Platz         |
| ----------------- | ---------- | ------------- | ------------- | ------------- | ------------- |
| Milica Gardašević | Weitsprung | 6,51 m        | 18            | ausgeschieden | ausgeschieden |
| Angelina Topić    | Hochsprung | 1,92 m        | 7             | 1,94 m        | 7             |
| Adriana Vilagoš   | Speerwurf  | 58,65 m       | 16            | ausgeschieden | ausgeschieden |
| Marija Vučenović  | Speerwurf  | 54,21 m       | 31            | ausgeschieden | ausgeschieden |
| Ivana Vuleta      | Weitsprung | 6,82 m        | 3             | 7,14 m        | Gold          |

### Männer

#### Laufdisziplinen
| Athlet      | Disziplin | Vorlauf     | Vorlauf | Halbfinale    | Halbfinale    | Finale        | Finale        |
| Athlet      | Disziplin | Zeit        | Platz   | Zeit          | Platz         | Zeit          | Platz         |
| ----------- | --------- | ----------- | ------- | ------------- | ------------- | ------------- | ------------- |
| Elzan Bibić | 1500 m    | 3:37,45 min | 31      | ausgeschieden | ausgeschieden | ausgeschieden | ausgeschieden |

#### Sprung/Wurf
| Athlet           | Disziplin   | Qualifikation | Qualifikation | Finale        | Finale        |
| Athlet           | Disziplin   | Weite/Höhe    | Platz         | Weite/Höhe    | Platz         |
| ---------------- | ----------- | ------------- | ------------- | ------------- | ------------- |
| Asmir Kolašinac  | Kugelstoßen | 20,01 m       | 19            | ausgeschieden | ausgeschieden |
| Armin Sinančević | Kugelstoßen | 20,92 m       | 9             | 20,78 m       | 9             |
| Slavko Stević    | Hochsprung  | 2,22 m        | 23            | ausgeschieden | ausgeschieden |